# Людвиг II Строгий
Людвиг II Строгий (нем. Ludwig II., der Strenge; 13 апреля 1229, Гейдельберг — 2 февраля 1294, Гейдельберг) — герцог баварский с 1253 года из рода Виттельсбахов. Правитель Герцогства Верхней Баварии с 1255 года.

## Биография
Людвиг был сыном герцога Баварии Оттона II и Агнессы Пфальцской.
В 1246 году оказал поддержку королю Германии Конраду IV Штауфену против ландграфа Тюрингии Генриха Распе.
В 1251 году воевал против Регенсбургского епископа Адальберта I.
В 1253 году после смерти отца унаследовал Герцогство Бавария и Пфальц. При разделе государства с братом Генрихом в 1255 году, получил Верхнюю Баварию и Пфальц. Этот раздел был нарушением существующих законов и вызвал противодействие баварских епископов, которые обратились за помощью к чешскому королю Пржемыславу Отакару II. В августе 1257 года король Богемии Пржемысл Отакар вторгся в Баварию, но Людвиг и Генрих отбили нападение (что было редким случаем взаимодействия двух братьев) в битве при Мюльдорфе.
Будучи одним из курфюрстов, Людвиг на протяжении сорока лет принимал участие в выборах императоров Священной Римской империи. После смерти в 1256 году германского короля, бывшего одновременно голландским графом, Вильгельма II Людвиг поддержал избрание новым королём графа Ричарда Корнуольского, поставив при этом условие, что тот подтвердит права Конрадина (сына Конрада IV) на Герцогство Швабия. За свою поддержку Гогенштауфенов в 1266 году Людвиг был отлучён от церкви римским папой. В 1267 году он участвовал в итальянском походе Конрадина, а после казни Конрадина в 1268 году в Неаполе унаследовал часть его владений в Швабии.
На выборах 1273 года Людвиг и архиепископ Майнцский всего больше способствовали избранию в императоры Рудольфа Габсбургского, которому Людвиг оказал сильную помощь и в войне с Пржемыслом Отакаром II в 1278 году, в результате чего чешский король погиб в битве на Моравском поле.
В 1289 году избирательные права перешли от Баварии к Чехии, но Людвиг сохранил право участия в выборах императора как курфюрст Пфальца.
После смерти Рудольфа Людвиг один из всех князей оставался верным Габсбургскому дому.

## Семья и дети
В первый раз Людвиг женился в 1254 году на Марии Брабантской. В 1256 году он казнил свою жену по подозрению в супружеской измене. Позднее Людвиг признал, что его подозрения были безосновательны и во искупление греха он основал цистерцианский монастырь в Фюрстенфельдбруке.
В 1260 году Людвиг женился на Анне Глогувской, дочери глогувского князя Конрада I. У них было двое детей:
- Мария (род.1261), ставшая монахиней в Мариенбургском аббатстве
- Людвиг (13 сентября 1267 — 23 ноября 1290), убитый на турнире в Нюрнберге

В третий раз Людвиг женился в 27 октября 1273 года, на Матильде Габсбург, дочери короля Рудольфа I. У них было пятеро детей:
- Рудольф I (4 октября 1274 — 12 августа 1319)
- Мехтильда (1275—1319), которая вышла замуж за Отто II Брауншвейг-Люнебургского
- Агнесса (1267/77 — 1345), которая сначала была замужем за донаувёртским ландграфом Генрихом II, а потом — за бранденбургским маркграфом Генрихом Безземельным
- Анна (род.1280), ставшая монахиней в Ульме
- Людвиг IV (1281/1282 — 11 октября 1347)[2]